# Rypobius praetermissus
Rypobius praetermissus är en skalbaggsart som beskrevs av Stanley Bowestead 1999. Rypobius praetermissus ingår i släktet Rypobius, och familjen punktbaggar. Enligt den svenska rödlistan är arten otillräckligt studerad i Sverige. Arten förekommer i Götaland. Artens livsmiljö är havsstränder.